# Banka Slovenije
Banka Slovenije (BSi) är Sloveniens centralbank. Den grundades den 25 juni 1991 och har sitt säte i Ljubljana. Sedan införandet av euron i Slovenien den 1 januari 2007 utgör BSi en del av Eurosystemet. Centralbankschef är Boštjan Vasle.